# Orquestra Sinfónica de Gotemburgo

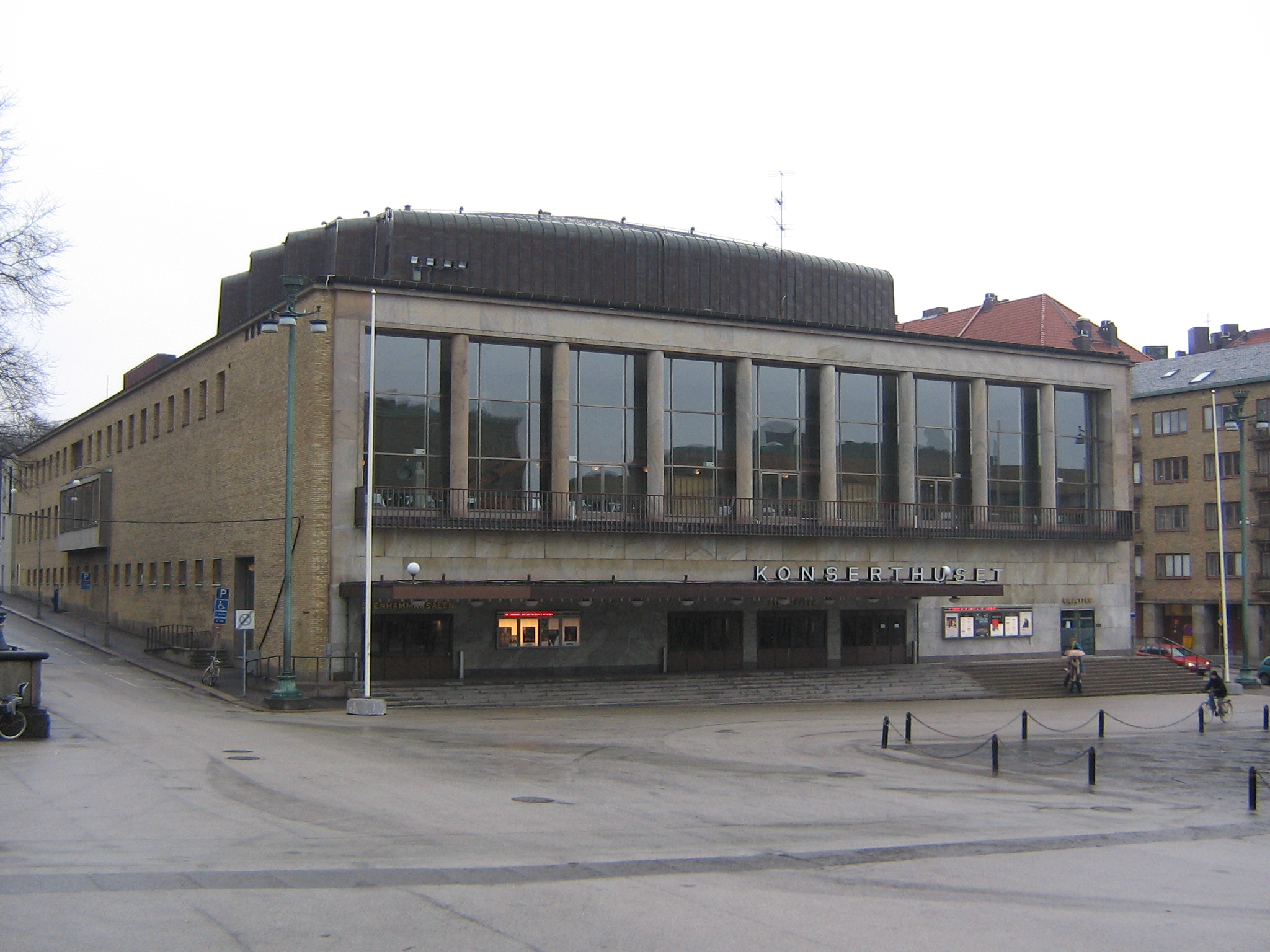
Sala de Concertos de Gotemburgo, onde a Orquestra Sinfónica de Gotemburgo dá a maior parte dos seus concertos.

A Orquestra Sinfónica de Gotemburgo, em sueco Göteborgs Symfoniker, é uma famosa orquestra sinfónica sediada em Gotemburgo, uma cidade da costa da Suécia, perto da fronteira com a Noruega.

## História da orquestra
Foi fundada em 1905 na cidade de Gotemburgo, a segunda cidade mais populosa da Suécia. Em 1935 foi construída a Sala de Concertos de Gotemburgo, de maneira a dar à orquestra qualidade acústica superior.
Em 1997 recebeu do governo sueco o título de «Orquestra Nacional da Suécia». Por esta época a companhia empreende-se em largas viagens pelas salas de espectáculos suecas e internacionais, levando a ecléctica música clássica sueca de visita a grandes cidades mundiais, como Londres, Viena, Boston e Xangai. Este atarefado percurso pelo mundo sucede-se desde há muitos anos.
Com estas viagens pelo mundo fora, transportando na bagagem não só a música clássica sueca, como também a reputação da Suécia no cenário da música erudita, levaram ao reconhecimento do público e da valorosa crítica.

## Repertório da orquestra
O repertório da GSO é vasto mas foca especialmente as obras-primas dos compositores pós-românticos nórdicos, como Jean Sibelius e Edvard Grieg.

## Principais condutores da orquestra
- 1906-1922: Wilhelm Stenhammar
- 1922-1939: Tor Mann
- 1941-1953: Issay Dobrowen
- 1953-1960: Dean Dixon
- 1961-1967: Ninguém; Apenas Alberto Erede e Othmar Maga como convidados regulares na condução da orquestra sinfónica sueca.
- 1967-1973: Sergiu Comissiona (com Norman Del Mar como condutor convidado permanente, 1968-1973)
- 1974-1976: Sixten Ehrling
- 1976-1979: Charles Dutoit
- 1982-2004: Neeme Järvi
- 2004-2007: Mario Venzago
- 2007- : Gustavo Dudamel